# Zak Storm
Zak Storm (originalmente conocido como Zak Storm: Super pirata) es una serie de televisión infantil animada por ordenador realizada en conjunto entre Francia, Italia, Corea del Sur, Indonesia y Estados Unidos. Es producida por Zagtoon, Method Animation, De Agostini Editore, SAMG Animation, MNC Animation y Man of Action. Debutó en Canal J en Francia el 2 de diciembre de 2024.
Se estrenó en Discovery Family para los Estados Unidos el 16 de septiembre de 2017. En Latinoamérica se estrenó inicialmente en Argentina, Uruguay, Chile y Paraguay el 17 de julio de 2017; en México el 21 de diciembre; y para el resto de los países el 30 de julio.
Se estrenó en España el 12 de febrero de 2018 en Clan TVE.

## Sinopsis
Zak Storm es un chico que es absorbido hacia adentro de los Siete Mares del Triángulo de las Bermudas y se convierte en el capitán de un barco mágico y eterno. Zak hace equipo con una espada mágica parlante llamada Calabras permitiéndole usar varias armaduras con armas que le ayudarán a enfrentar numerosos peligros en esta tierra desconocida.
El joven Zak navega en los siete mares del Triángulo con un barco extraordinario, de otro mundo, y una tripulación compuesta de una espada encantada que habla, una testaruda princesa Atlante como su primera oficial, un vikingo cabeza hueca y puño duro, un viajero espacial neurótico, y ¡un fantasma bromista!
Para escapar de estas aguas extrañas e impredecibles, Zak deberá aprender cómo dominar todos los poderes de su espada encantada y descubrir cómo liderar a su tripulación en derrotar al malvado Skullivar, el pirata más fiero que haya existido, y encontrar la apertura que los llevará a todos de vuelta a casa.

## Personajes

### Personajes principales
La tripulación liderada por Zak se hace llamar Los 7Cs y está conformada por: 
- Zak: (nombre completo: Conrad Zachary Storm) es un joven que fue absorbido por los Siete Mares del Triángulo de las Bermudas. 
  - Cece: (nombre completo: Cristal Coraline Lejeune), princesa atlanteana y primer oficial de Zak Storm.
  - Crogar: un vikingo con poca inteligencia y mucha fuerza.
  - Caramba: un pequeño alienígena verde huajulian que habita en un exoesqueleto robótico construido por el mismo.
  - Clovis: un niño espectro ectoplásmico separado de su cuerpo que ahora está atrapado en el Chaos.
  - Calabras: es la espada mágica de Zak que le otorga al joven capitán sus poderes. Le llaman "La gran llave".
  - Chaos: Es el barco viviente que lleva a la tripulación a sus aventuras.

## Reparto
| Personaje    | Actor de original (Francia ) | Actor de voz (Estados Unidos ) | Actor de doblaje (Hispanoamérica ) | Seiyuu (Japón )     |
| ------------ | ---------------------------- | ------------------------------ | ---------------------------------- | ------------------- |
| Zak Storm    | Hervé Grull                  | Michael Johnston               | Emilio Treviño                     | Kanata Hongō        |
| Calabras     | Jérôme Wiggins               | Kyle Hebert                    | Irwin Daayán                       | Akio Ōtsuka         |
| Cece         | Marie Nonnenmacher           | Christine Cabanos              | Karla Falcón                       | Azumi Asakura       |
| Crogar       | Marc Duquenoy                | Christopher Smith              | Mauricio Pérez                     | Tōru Ōkawa          |
| Caramba      | Olivier Podesta              | Max Mittelman                  | Javier Olguín                      | Akio Suyama         |
| Clovis       | Elodie Menant                | Reba Buhr                      | Miguel Ángel Ruiz                  | Ayaka Asai          |
| Golden Bones | Benjamin Van Meggelen        |                                | Jorge Badillo                      | Junji Majima        |
| Skullivar    | Julien Chatelet              | Keith Silverstein              | Juan Carlos Tinoco                 | Chikahiro Kobayashi |

## Emisión
Zak Storm originalmente iba a salir al aire en Gulli en Francia. La serie también está planeada para salir al aire en Indonesia, en Super RTL en Alemania, DeA Kids y Super! en Italia, Clan y Clan TVE en España, OUFtivi en la Región Valona, Kadet en Flandes, Radio Télévision Suisse en la Suiza francesa, Telekids en los Países Bajos, SIC en Portugal, Pop en el Reino Unido, Family Channel/CHRGD en Canadá, Yoopa en la Canadá Francesa, PLUSPLUS en Ucrania, TVNZ Kidzone en Nueva Zelanda, Spacetoon en Oriente Medio y Discovery Kids para Latinoamérica .